# 동구·군위군 갑
동구·군위군 갑은 대한민국의 국회의원 선거구이다. 대구광역시 동구의 일부 지역을 관할한다. 현 지역구 국회의원은 국민의힘의 최은석이다.

## 역사
2023년 7월, 경상북도 군위군이 대구광역시에 편입되었다. 그로 인해서 제22대 국회의원 선거를 앞두고 동구 지역은 군위군과 함께 선거구를 이루게 되었다. 이에 기존의 동구 갑 선거구를 구성하는 지역들이 동구·군위군 갑 선거구를 이루게 되면서 신설되었다.

## 관할 구역
| 대수  | 관할 구역 |
| ----- | --- |
| 22대~ | 동구 신암1동, 신암2동, 신암3동, 신암4동, 신암5동, 신천1·2동, 신천3동, 신천4동, 효목1동, 효목2동, 지저동, 동촌동, 방촌동 |

## 역대 국회의원
| 선거   | 정당 | 정당     | 의원   |
| ------ | ---- | -------- | ------ |
| 2024년 |      | 국민의힘 | 최은석 |

## 역대 선거 결과

### 대한민국 제22대 국회의원 선거
|  | 74.48% |

|  | 25.51% |